# Maslinovac (Pelješac)
Koordinati:   42°55′13″N, 17°29′29″E
Maslinovac je majhen nenaseljen otoček v Jadranskem morju. Pripada Hrvaški.
Maslinovac leži med otočkoma Tajan in Dubovac, od katerega je oddaljen okoli 1 km. Površina otočka meri 0,049 km². Dolžina obalnega pasu je 0,82 km. Najvišji vrh je visok 30 mnm.